# Piotr (patriarcha Konstantynopola)
Piotr, gr. Πέτρος – patriarcha Konstantynopola w latach 654–666.

## Życiorys
Urząd patriarchy sprawował od czerwca 654 do października 666 r. Został potępiony Sobór konstantynopolitański III jako heretyk.  